# Roqueredonde
Roqueredonde (okzitanisch Tiudaç) ist eine französische Gemeinde mit 211 Einwohnern (Stand: 1. Januar 2022) im Département Hérault in der Region Okzitanien (vor 2016 Languedoc-Roussillon). Sie gehört zum Arrondissement Lodève und zum Kanton Lodève. Die Einwohner werden Roqueredondais genannt.

## Lage
Roqueredonde liegt im Regionalen Naturpark Haut-Languedoc in den südlichen Ausläufern der Cevennen und an der Grenze zum Département Aveyron, 15 Kilometer nordwestlich von Lodève. Der Orb begrenzt die Gemeinde im Norden. Umgeben wird Roqueredonde von den Nachbargemeinden Le Clapier im Norden, Romiguières im Nordosten, Lauroux im Osten, Les Plans im Südosten, Joncels im Süden und Westen, Ceilhes-et-Rocozels im Westen und Nordwesten sowie Fondamente im Nordwesten.

## Bevölkerungsentwicklung
| Jahr                       | 1962 | 1968 | 1975 | 1982 | 1990 | 1999 | 2006 | 2013 | 2020 |
| Einwohner                  | 136  | 202  | 206  | 196  | 169  | 138  | 163  | 234  | 210  |
| Quellen: Cassini und INSEE |      |      |      |      |      |      |      |      |      |

## Sehenswürdigkeiten
- Buddhistisches Zentrum Lerab Ling, 1991 gegründet von Sogyal Lakar

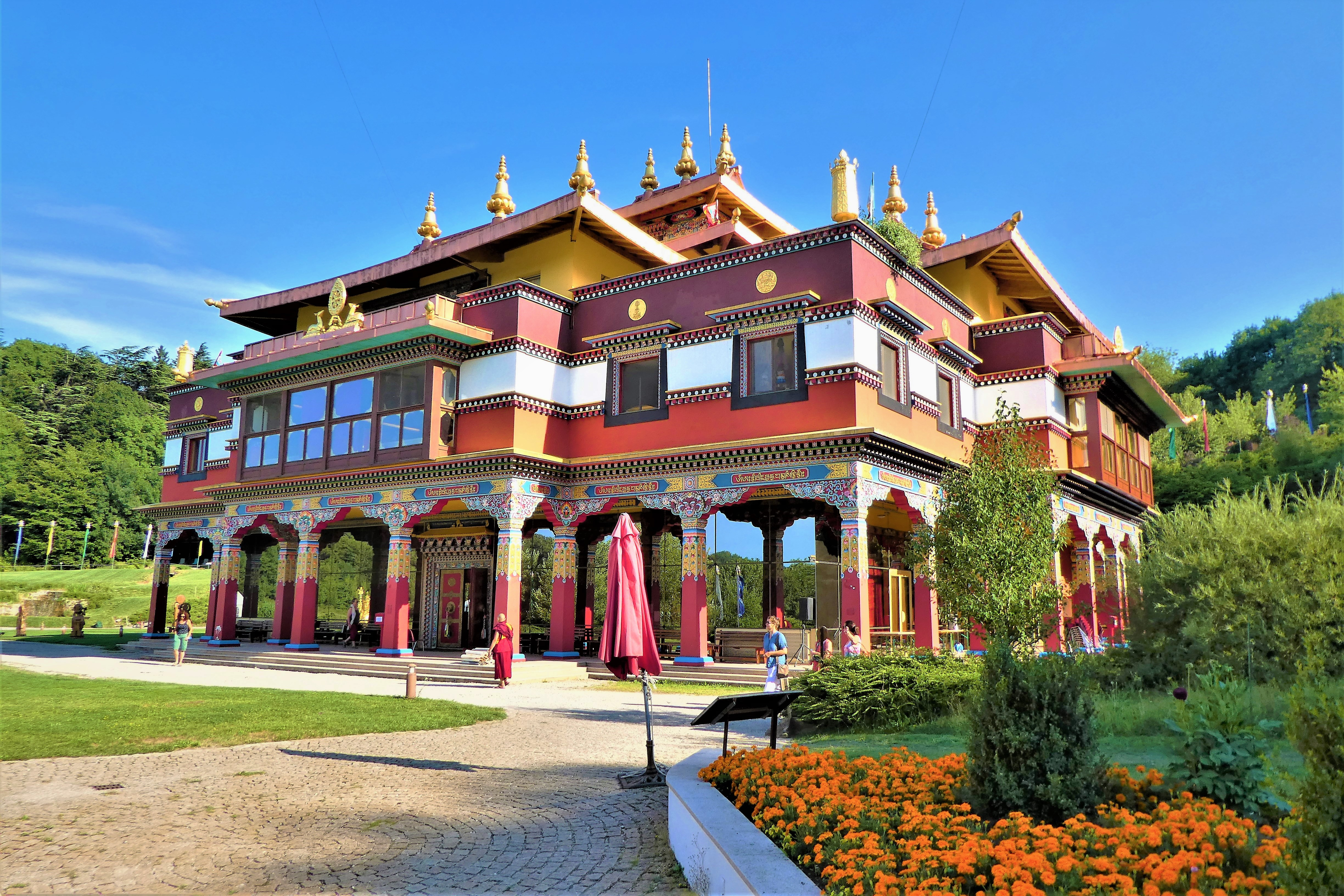
Tempel von Lerab Ling
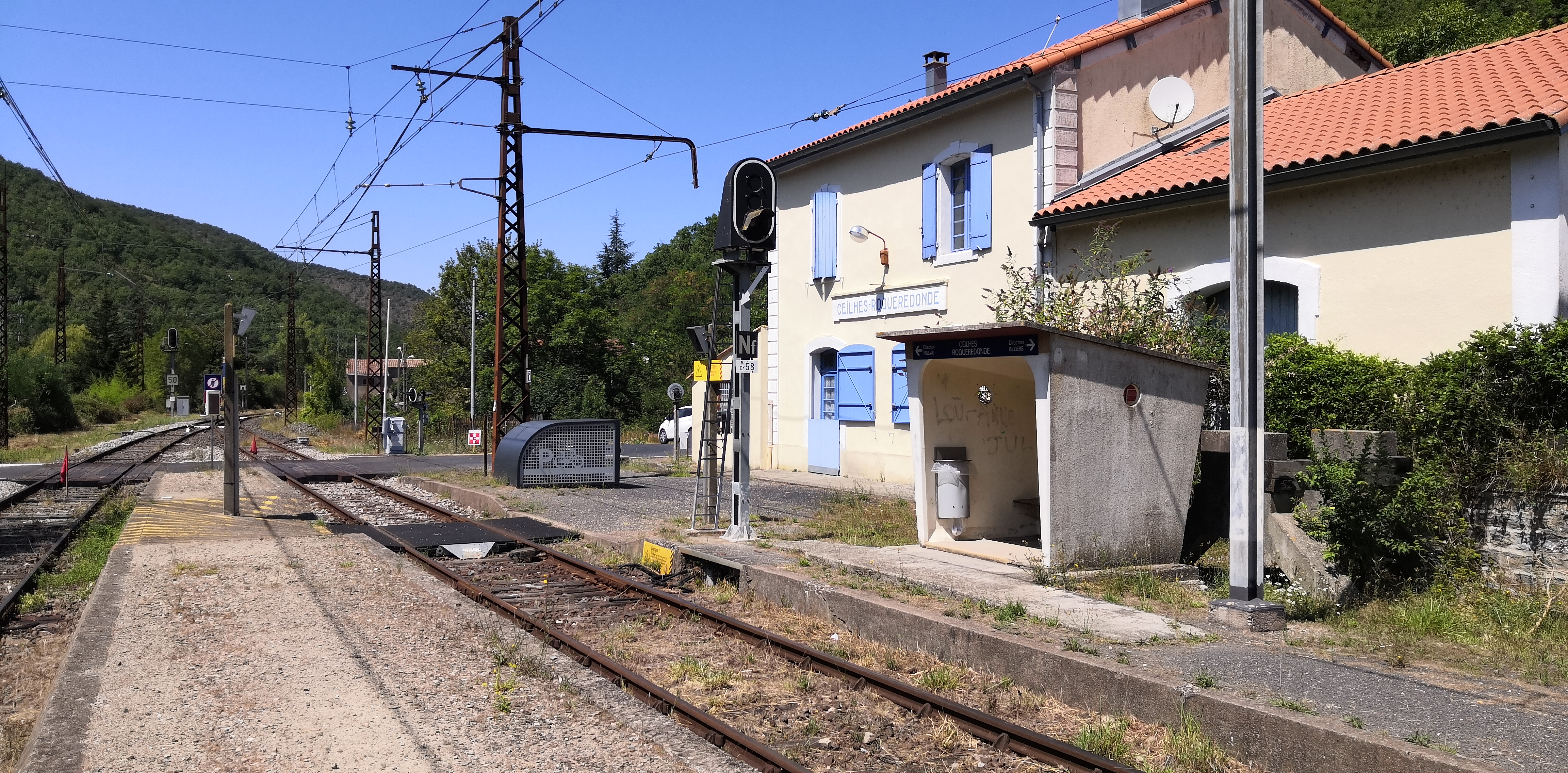
Bahnhof Ceilhes-Roqueredond